# Damien Tibéri
Damien Tibéri (Fréjus, 23 agosto 1985) è un ex calciatore francese, di ruolo difensore o centrocampista.

## Carriera
Nella stagione 2011-2012 ha giocato 28 partite in Ligue 1 con l'Ajaccio.